# متقلبین
متقلبین (به فرانسوی: Les tricheurs‎ , ایتالیایی: Peccatori in blue-jeans) در برخی از کشورها با عنوان گناهکاران جوان نیز شناخته می‌شود. یک فیلم سینمایی فرانسوی - ایتالیایی به کارگردانی مارسل کارنه محصول سال ۱۹۵۸ است.
این اثر یکی از اولین نقش‌آفرینی‌های ژان-پل بلموندو می‌باشد.
این فیلم با موفقیت مالی در گیشه ۴٬۹۵۳٬۶۰۰ تعداد بلیت در فرانسه فروش داشت.

## بازیگران
- پاسکال پتی در نقش میکروفن
- آندریا پاریزی در نقش کلو
- ژاک شاریه در نقش باب لتلیه
- لورن ترزیف در نقش آلن
- ژان-پل بلموندو در نقش لو
- دنی ساوال در نقش نیکول
- ژاک پورتت در نقش گای
- پیر بریس در نقش برنارد
- آلفونسو ماتیس در نقش پیتر
- رولاند آرمونتل در نقش جراح
- ژاک مارین نقش فلیکس
- رولان لسفر در نقش راجر
- کلود ژیرود در نقش تونی

این فیلم پنجمین فیلم موفقیت آن سال در فرانسه بود. و بزرگترین فیلم آن سال سوئیس شد.